# 6 Comae Berenices
6 Comae Berenices är en vit stjärna i huvudserien  i stjärnbilden Berenikes hår. Stjärnan är av visuell magnitud +5,09 och synlig för blotta ögat vid någorlunda god seeing. Den befinner sig på ett avstånd av ungefär 200 ljusår.